# Felipe Ramírez Valdés
Felipe Ramírez Valdés (4 de febrero de 1834, Ciudad de México - 27 de mayo de 1893, Valle del Cauca, Colombia) fue un compositor, músico mexicano, que tocaba flauta y piano al mismo tiempo. También era guitarrita, bandolonista, bajista, clarinetista, saxofonista, violoncelista, oboe y corno. El nombre completo era Miguel Felipe Plácido Ramírez Mota.

## Primeros Años
Fue hijo de José María Ramírez y Mercedes Mota de Valdés. También era gimnasta pelotari, buzo, equilibrista, jinete, jaripeador, esgrimista, primer espada en novilladas, luchador, tiro al blanco y músico. Multilingüe, mago, prestidigitador, dibujante, caricaturista. Tenía flautas de plata, ébano, cristal y madera.  Reproducía sonidos y efectos de toda la naturaleza sonora como arrullos de tórtolas, trinos de jilguero, sonoridades armónicas como las del mulato y cenzontle, zumbidos de brisas y abejas. Tocaba tras bambalinas y llegaba a no saberse que instrumento ejecutaba. Un día tocó el trémolo de Beriot en saxofón y se creyó que ejecutaba el violín. Otro día se presentó con cabestrillo y con una sola.

## Trayectoria musical
Hizo su aparición musical el 13 de febrero de 1859 al tocar a dueto en concierto con Emilio Palant, una polca titulada “El canto de los pájaros”, ejecutando flauta y piano, ambos instrumentos a la vez, por lo que se hizo rápidamente famoso. Fue también primera flauta del Gran Teatro de México o Teatro imperial de México.
También interpretó en 1859 una fantasía sobre temas de Rigoletto, acompañado al piano por Agustín Valadés. El 20 de diciembre de 1860 confluyen Antonio Aduna, Luis Barragán y Felipe Ramírez. Interpretó múltiples veces una fantasía acrobática musical, compuestas sobre temas de la ópera titulada “Norma”, tanto en México como en el extranjero, por la cual se hizo conocido en el mundo de la música contemporáneo.
Felipe para tocar solo con la mano derecha la flauta e interpretar el piano a la vez con su mano izquierda, inventó y se mandó construir su propia flauta, cuyas llaves, todas están al alcance de los dedos de la mano que sostiene el instrumento. Las dificultades a superar eran numerosas, pero daba prueba de maestría, gusto y elegancia durante sus conciertos, datos que se vieron en el periódico “La Francia Musical.”
En octubre de 1864 Felipe se presentó con su homólogo Moisés Eduardo Gavira, en el Teatro Imperial en presentación para Maximiliano de Habsburgo, de quien fuera su flautista preferido, bajo la dirección de Emilio Palant. Ese mismo año se presentó como saxofonista interpretando el estreno de una “Fantasía” de Octaviano Valle, siendo el segundo saxofonista mexicano, después de José Ortiz Miranda.
El 9 de marzo de 1866 Ramírez se presentó en los salones Pleyel-Wolff junto con el violinista Herman Sternberg. Ese año también se presentó en la sala de conciertos la Salle Lebouc de París; en la primavera de 1867, apareció en el concierto en la ciudad de Brie-Comte-Robert al sureste de París. En 1868 se presentó en la sala de conciertos Erard de París y en 1869 en el teatro Lírico como primera flauta interpretando la fantasía Briccialdi y la pieza de su propia composición titulada Adiós a la Francia. De esa manera Ramírez Valdez se despedía de Europa.

## Obras
- Ya no hay flores para mi
- Salut a la France
- Fantaisie sur la Traviata
- Adieux a la France